# Centerville (Minnesota)
Pour les articles homonymes, voir Centerville.
Centerville est une localité de l’État du Minnesota.

## Historique
La ville a été établie en 1857. 
Lors du recensement de 2010, sa population s’élevait à 3 792 habitants.